# Ahmed Zewail
Ahmed Hassan Zewail of Ahmed (Hassan) Zuweil (Arabisch: أحمد حسن زويل) (Damanhur, 26 februari 1946 – Pasadena, 2 augustus 2016) was een Egyptisch-Amerikaans scheikundige en Nobelprijswinnaar. Hij won in 1999 de Nobelprijs voor Scheikunde voor zijn studie naar de overgangstoestanden van chemische reacties met behulp van femtoseconde-spectroscopie.

## Biografie

### Opleiding
Ahmed Zewail groeide op in Disuq. Hij behaalde een Bachelor en een Master of Science (MS) aan de Universiteit van Alexandrië. Daarna verhuisde hij naar de Verenigde Staten, alwaar hij in 1974 zijn Ph.D. haalde aan de Universiteit van Pennsylvania.

### Academische carrière
Na een tijdje post-doctoriaal onderzoek te hebben gedaan aan de Universiteit van Californië - Berkeley, kreeg Zewail in 1976 een faculteitopdracht bij Caltech. Hier is hij sindsdien blijven werken. In 1982 kreeg hij de Amerikaanse nationaliteit. In 1990 werd hij de eerste Linus Pauling Chair in Chemical Physics.

### Onderzoek en prijzen
Zewail kan gezien worden als een pionier op het gebied van femtochemie, de studie naar de overgangstoestanden van chemische reacties in femtosecondes (10−15 sec). Met moderne puls-lasertechnologie bouwde Zewail een 'slow-motion'-lasercamera waarmee hij de overgangstoestand van chemische reacties stap voor stap kon bestuderen, bijvoorbeeld het moment dat moleculen een verbinding met elkaar aangaan of deze verbinding verbreken.
Zijn eerste experiment betrof de splitsing van joodcyanide in een jood- en een cyanide-ion, een reactie die binnen 200 femtoseconden plaatsvindt. Met zijn methode slaagde hij erin het moment vast te leggen waarop de molecuulverbinding werkelijk wordt verbroken. Voor deze experimenten ontving hij de Nobelprijs. Daarmee werd Zewail de derde Egyptische winnaar van de Nobelprijs. Daarnaast deed hij onderzoek naar 4D-elektronenmicroscopie om chemische reacties niet alleen ruimtelijk maar ook in de tijd te bestuderen.
Andere internationale prijzen die Zewail heeft gewonnen zijn de Wolfprijs in Scheikunde (1993), aan hem gegeven door de staat Israël, de Robert A. Welch Award (1997), de Benjamin Franklin Medal (1998) van het Franklin Institute, de Priestley Medal (2011) en de Davy-medaille (2011). In 1999 ontving hij de Grand Collar of the Nile, de hoogste onderscheiding in Egypte.
In 1997 kreeg Zewail een eredoctoraat van de Katholieke Universiteit Leuven. De Universiteit van Cambridge kende Zewail in 2006 een eredoctoraat in de scheikunde toe. In mei 2008 werd hij eredoctor aan de Complutense-universiteit van Madrid.
Zewail was getrouwd met de arts Dema Faham en heeft vier kinderen.

## Publicaties
Ahmed Zewail was een van de originele drie redacteuren van de Encyclopedia of Analytical Chemistry.